# مدمرة ألبرز الحربية
مدمرة ألبرز هي سفينة حربية إيرانية من طراز ألوند. مزودة بصواريخ مضادة للسفن وطوربيدات ومدافع بحرية. إنضمت إلى القوة البحرية التابعة للجيش الإيراني عام 1972م. وخضعت لعدة عمليات من التطوير والتحديث. ففي عام 2019م، أعادة البحرية الإيرانية تاهيل مدمرة ألبرز وغواصة غدير 945 بعد إخضاعهما لعمليات تصليح أساسية. شاركت مدمرة ألبرز التي تحمل الرقم 72 في حرب الخليج الأولى (الحرب العراقية الإيرانية). تبلغ طول هذه المدمرة 94 متر وعرضها 11 متر وتزن 1500 طن. ولديها محركين بقوة 46000 حصان بخاري. في عام 2015م، دخلت المدمرة ألبرز إلى مضيق باب المندب. وفي عام 2019م شاركت في المناورات البحرية الثلاثية بين روسيا والصين وإيران. وفي عام 2020م تم تزويدها بمنظومات صاروخية نقطوية. تُعتبَر ألبرز إحدى المدمرات الدفاعية الجيدة في جمهورية إيران خاصةً في السنوات الأخيرة، وذلك بعد التحسينات والترقيات التي أُجريَت عليها. وتُعَد منظومة الدفاع النقطوية (كمند)، أحد أهم التحسينات التي أضيفت إلى المدمرة. حيث ان هذه المنظومة الدفاعية قادرة على إطلاق 4 إلى 7 آلاف طلقة في الدقيقة الواحدة، بالإضافة إلى منظومة الاستهداف والتصويب التي تم تنصيبها على مدمرة ألبرز.

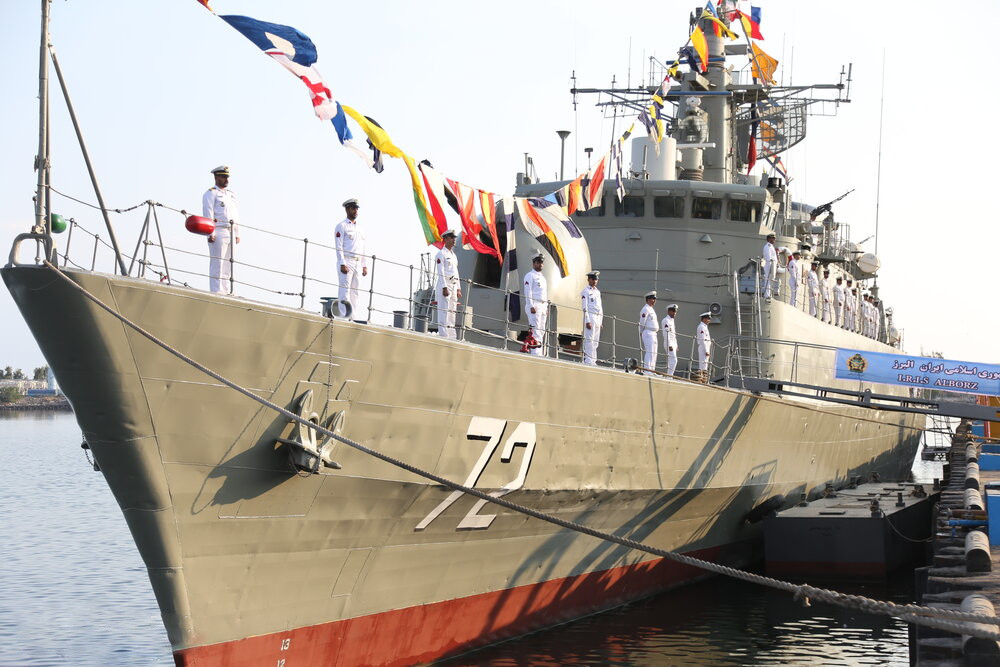
المدمرة الحربية الإيرانية ألبرز عام 2019م. خلال مراسم رسمية لتسليم سفن بحرية وغواصات جديدة للبحرية الإيرانية، في مدينة بندر عباس الساحلية جنوبي إيران، بحضور قائد البحرية الأميرال حسين خانزادي

## سبب التسمية
كانت مدمرة ألبرز تسمى في الأصل زال، نسبةً إلى زال، المحارب الأسطوري لإيران القديمة. وزال هو بن سام بن نريمان، من أهم شخصيات الشاهنامة وذكر إسمه في الإساطير الإيرانية الدينية والتأريخية. وبعد قيام الثورة الإسلامية في جمهورية إيران، وفي عام 1985م بالتحديد، تم تغيير إسم هذه المدمرة إلى ألبرز، على إسم سلسلة جبال ألبرز. وهي سلسلة تمتد من جنوب جمهورية أذربيجان وتتجه على شكل شبه قوسي لتحاذي بحر قزوين من الجنوب وتترك بينها وبين بحر قزوين سهلاً خصباً تتواجد فيه ثلاث محافظات إيرانية هي جيلان ومازندران وكلستان (محافظة) وتمتد السلسلة حتى أراضي جمهورية تركمانستان.

## إنضمام المدمرة للبحرية الإيرانية
أعلنت جمهورية إيران يوم الثلاثاء 3 كانون الأول/ديمسبر 2019م عن إنضمام المدمرة الحربية ألبرز والغواصة الإيرانية غدير 945 لقوات البحرية الإيرانية في ميناء بندر عباس برعاية قائد القوة البحرية لجيش الجمهورية الإسلامية الإيرانية الأدميرال خانزادي. وجرى هذا الإعلان في مراسم رسمية بمناسبة إنضمام قِطَع بحرية سطحية وتحت السطح إلى المنطقة الأولى التابعة لهذه القوة. وقد إنضمت مدمرة ألبرز وغواصة غدير 945 لقوات البحرية الإيرانية، بعد إجراء إصلاحات وتعديلات جوهرية وتجهيزها بأحدث المنظومات الدفاعية. وتثبيت أنظمة تكنولوجية جديدة عليها. وقد استغرقت هذه الإصلاحات عام من التعديلات والتطويرات والتي شملت أحدث الأنظمة الدفاعية في ميناء بندر عباس. حيث تم استبدال نظام الدفع، بما في ذلك تفريغ المحركات مع الملحقات، وتركيب محركات جديدة ذات قدرة تحكم متقدمة ومرافق حديثة، وتبديل موقع وتثبيت الملحقات الجانبية للمحركات الجديدة وغرفة المحرك، بالإضافة الى تثبيت نظام مراقبة السلامة في المدمرة.

## المواصفات
تبلغ طول هذه المدمرة 94.5 متر (310 قدم 0 بوصة)، وعرضها 11.07 متر (36 قدماً و 4 بوصات)، ووزنها يبلغ 1,100 طن (1,540 طن حمولة كاملة). وتَستَخدِم مدمرة ألبرز محركين بقوة 46000 حصان بخاري وتصل سرعتها إلى 39 عقدة (72 كيلومتر/ ساعة). ويصل النطاق التشغيلي للمدمرة الى شعاع 9000 كيلومتر.

## التسليح

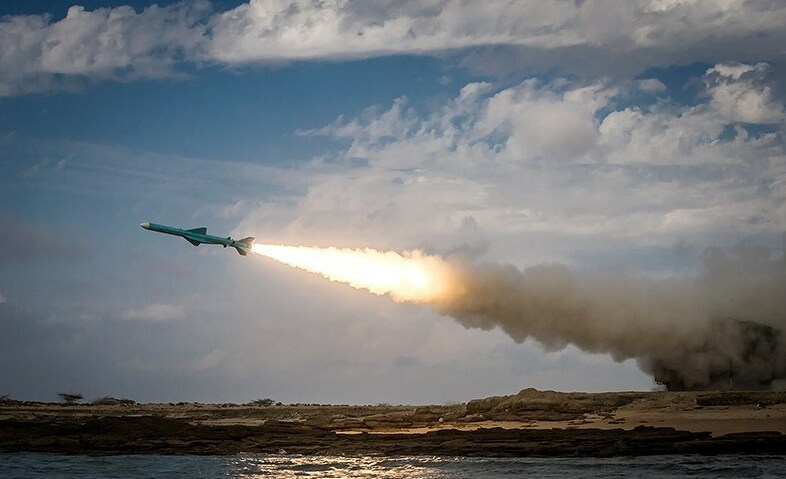
صاروخ نور كروز بعد الإطلاق من ساحل مكران

قامت البحرية الإيرانية بتجهيز إحدى مدمراتها التي يعود تأريخها إلى ما قبل الثورة الإسلامية، وهي من طراز (Alvand) بأنظمة قتالية جديدة مطورة محلياً. وتُظهِر الصور التي تم إلتقاطها لهذه المدمرة بعد الترقية في التدريبات البحرية التي استضافتها جمهورية إيران، والتي أُجريَت مع روسيا والصين في أواخر ديسمبر 2019م. تنصيب منظومة الصواريخ الجديدة (Kamand)، ونظام إطلاق الصواريخ، بالإضافة إلى 8 صواريخ من طراز نور المضادة للسفن إيرانية الصنع. ومعدات مكافحة الحرائق الجديدة المثبتة على الركائز والهياكل المشيدة حديثاً، ونظام الحرب الإلكترونية الجديد.

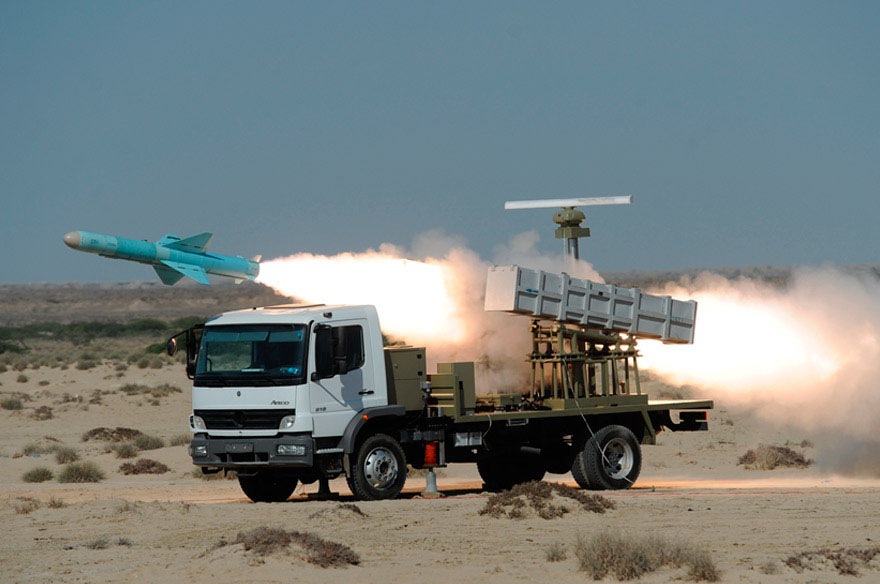
صاروخ كروز نور البحري إيراني الصنع العامل بالوقود الصلب، والذي تم تنصيبه على المدمرة الحربية ألبرز

## تزويد مدمرة ألبرز بمنظومات صاروخية نقطوية
في عام 2020م، أعلن قائد السلاح البحري التابع للجيش الإيراني الأدميرال حسين خانزادي، أن كافة المدمرات التابعة للأسطول البحري الإيراني بما فيها (ألبرز وسهند) مزودة بمنظومات صاروخية نقطوية. وفي سياق المنظومات النقطية أوضح الأدميرال خانزادي: ان صناعة هذه المنظومات في داخل جمهورية إيران وصلت إلى مرحلة جيدة، وتم اختبارها على الساحل، ومن ثم تم تثبيتها على المنصات العوامة، وجرت الإختبارات اللازمة عليها، وبعد ذلك تم تثبيتها على مدمرات (ألبرز وسهند) وغيرها من المدمرات العسكرية الإيرانية. وبذلك تم تزويد كافة المدمرات في السلاح البحري الإيراني بالنظومات النقطية.

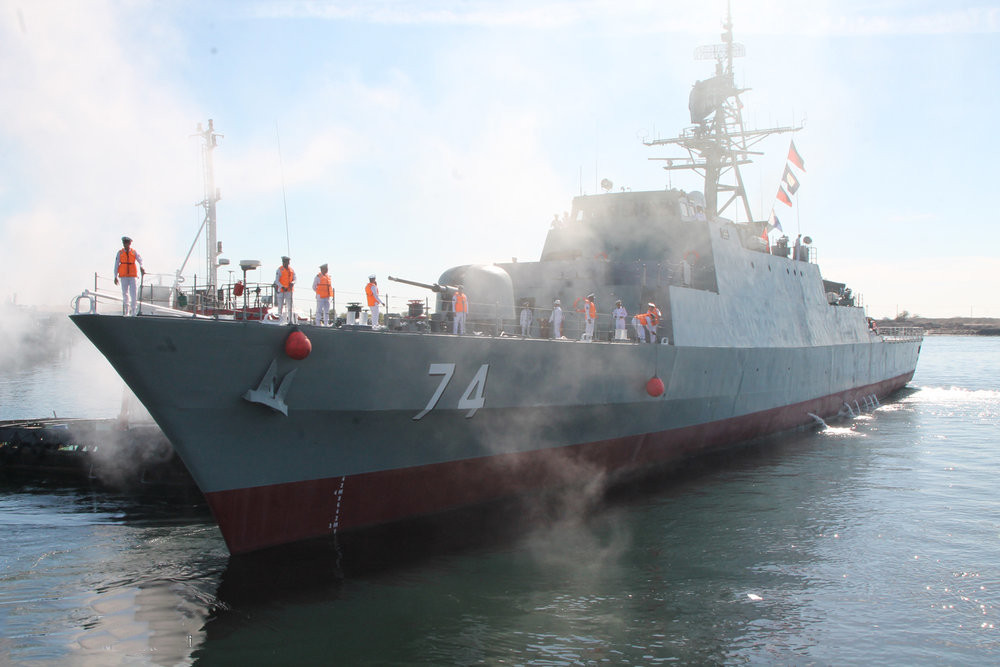
مدمرة سهند الإيرانية، والتي تم تزويدها بمنظومات صاروخية نقطوية جنباً إلى جنب مع مدمرة ألبرز وباقي المدمرات العسكرية الإيرانية

## دخول مضيق باب المندب
أكدت جمهورية إيران دخول مجموعة من سفنها الحربية إلى مضيق باب المندب بما في ذلك المدمرة الحربية ألبرز، في المدخل الجنوبي للبحر الأحمر عام 2015م، وكشفت عن توجيه تحذيرات لعدد من السفن والطائرات الحربية الأمريكية والفرنسية، حاولت الإقتراب من السفن الإيرانية أثناء إبحارها في خليج عدن. حيث وجهت مجموعة السفن الحربية الإيرانية الـ34، المؤلفة من المدمرة ألبرز، والفرقاطة اللوجستية بوشهر، تحذيرات لسفن وطائرات حربية أمريكية وفرنسية، بعد اقترابها إلى السفن الإيرانية لمسافة أقل من خمسة أميال. وقال مسؤول إيراني إن تواجد سفن البحرية الإيرانية في خليج عدن "يأتي في إطار القوانين الدولية"، ولفت إلى أن تلك السفن المتواجدة في خليج عدن حالياً، ستستمر في مهمتها لغاية 22 يونيو/ حزيران 2015م، ومن ثم ستعود إلى البلاد، ليتم إرسال المجموعة الـ25 بدلاً منها إلى نفس المنطقة.

## عملية إنقاذ ناقلة نفط
في عام 2021م. استطاعت مدمرة ألبرز العسكرية التابعة للقوات البحرية الإيرانية، أن تؤمن النجاة لناقلة نفط إيرانية من هجوم للقراصنة في خليج عدن. وأشارت قناة الخبر الإيرانية إلى أن خمسة زوارق سريعة حاولت الهجوم على ناقلة نفط إيرانية في خليج عدن للاستيلاء عليها. ولفتت إلى أن الزوارق التي كانت مجهزة بأسلحة وعتاد، وكان على متنها عدد كبير من القراصنة، وقد فروا بعد تبادل إطلاق النار مع المدمرة الإيرانية ألبرز، التي تتولى الحفاظ على أمن السفن الإيرانية في هذه المنطقة من المياه الدولية منذ نحو شهرين.

## مشاركة المدمرة في المناورات العسكرية
2019م
شاركت المدمرة الحربية ألبرز في المناورات البحرية الثلاثية بين روسيا والصين وجمهورية إيران عام 2019م. وعلى مساحة تبلغ 17 ألف كيلومتر مربع بشمال المحيط الهندي وبحر عمان، للمرة الأولى ولمدة أربعة أيام. وقد أُختِتِمَت المناورات البحرية المشتركة بإجراء استعراض للوحدات المشاركة في منطقة شمال المحيط الهندي، وشاركت في الإستعراض الختامي كل من المدمرتين الإيرانيتين ألبرز وبايندر، وراجمة الصواريخ نيزه، والسفينة الحربية الروسية ياروسلاف مودري، والمدمرة الصينية شينينغ، وسفينة الوقود الروسية يلنيا، وسفينة قطر روسية، وزورق تندر والشهيد ناظري والشهيد ناصري نجاد من القوة البحرية للحرس الثوري، حيث نفذت الإستعراض أمام مدمرة سهند الإيرانية. وقد تركزت هذه المناورات في مجال الإغاثة والإنقاذ وإرساء الأمن الإقليمي، ولهذا السبب سميت هذه المناورات بـ(الحزام الأمني البحري)، في الوقت الذي لطالما صرحت فيه الحكومة الإيرانية بأنها تعلق أهمية كبيرة على أمن المحيط الهندي وبحر عمان ومضيق هرمز ومنطقة الخليج العربي، والتي تُعتبَر من أهم الممرات المائية الدولية.
2022م
في عام 2022م، أجرت جمهورية إيران وسلطنة عمان تدريبات بحرية مركبة بمشاركة السفن العسكرية للدولتين في شمالي المحيط الهندي والمياه العمانية. وأفادت وكالة مهر للأنباء، بأن مدمرة ألبرز وسفينة الإسناد تنب التابعتين للقوات البحرية الإيرانية وسفينتي الشهيد ناظري والشهيد يحيائي العسكرية من القوات البحرية التابعة للحرس الثوري قد شاركت في المناورات البحرية مع سلطنة عمان. وأكدت أنه إضافةً إلى تلك السفن الإيرانية فقد شاركت سفن عسكرية للقوات البحرية التابعة لسلطنة عمان في هذه المناورات البحرية، بالإضافة إلى مروحيات عمانية وإيرانية، وحضر هذه التدريبات رئيسا لجنة الصداقة العسكرية للبلدين وأعضائها. ويعود الهدف الرئيس من إجراء هذه المناورات العسكرية البحرية بين سلطنة عمان وإيران إلى تعزيز العلاقات وتطوير التعامل العسكري بين البلدين، خاصةً في مجال التخطيط وتنفيذ التمارين البحرية المركبة وتبادل المعلومات الخاصة بتوطيد أمن التجارب البحرية بينهما. وتم تنفيذ السيناريوهات التي رُسِمَت للقِطَع البحرية المختلفة والمروحيات المشاركة لكل من إيران وسلطنة عمان خلال التدريبات العسكرية، وهو ما يدل على تطور البرامج التي شملتها هذه التدريبات قياساً مع التمارين السابقة.

## ردود أفعال
إيران
قائد القوة البحرية الإيرانية:
أكد قائد القوة البحرية الإيرانية الأدميرال حبيب الله سياري، بأن تواجد المجموعة البحرية الإيرانية الـ 34 والتي تضم المدمرة الحربية الإيرانية ألبرز في خليج عدن يأتي في إطار القوانين الدولية وتوفير الأمن للسفن التجارية الإيرانية في مواجهة قراصنة البحر. وقال الأدميرال سياري في تصريح للصحفيين على هامش مراسم (يوم المعلم)، ان هذه هي المجموعة الـ 34 للقوة البحرية الإيرانية التي تتواجد وحداتها باستمرار منذ العام 2008م لتوفير الأمن لخطوط الملاحة البحرية التجارية في خليج عدن وباب المندب وغرب الهند. وأوضح بأن المجموعة البحرية الـ 34 تقوم في الوقت الحاضر بعمل الدورية في باب المندب. وأضاف، اننا ننفذ دوريات ولا ندخل المياه الإقليمية للدول الأخرى وفقاً للقوانين الدولية ولنا تواجد مستمر في مسار ما يحدده القانون لتوفير الأمن لسفننا التجارية.

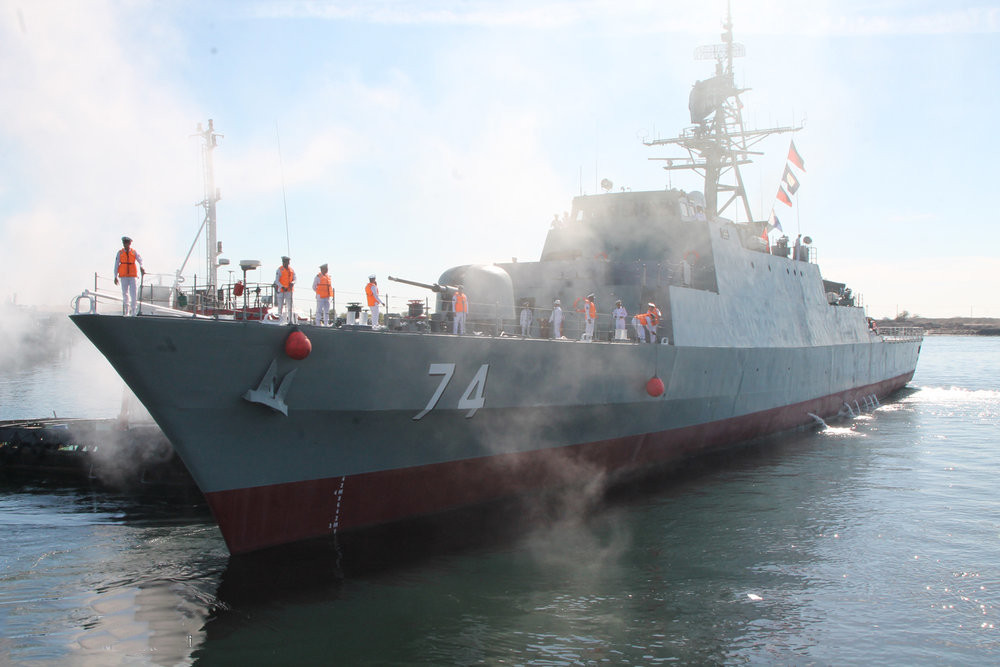
مدمرة سهند الإيرانية، والتي تم تزويدها بمنظومات صاروخية نقطوية جنباً إلى جنب مع مدمرة ألبرز وباقي المدمرات العسكرية الإيرانية

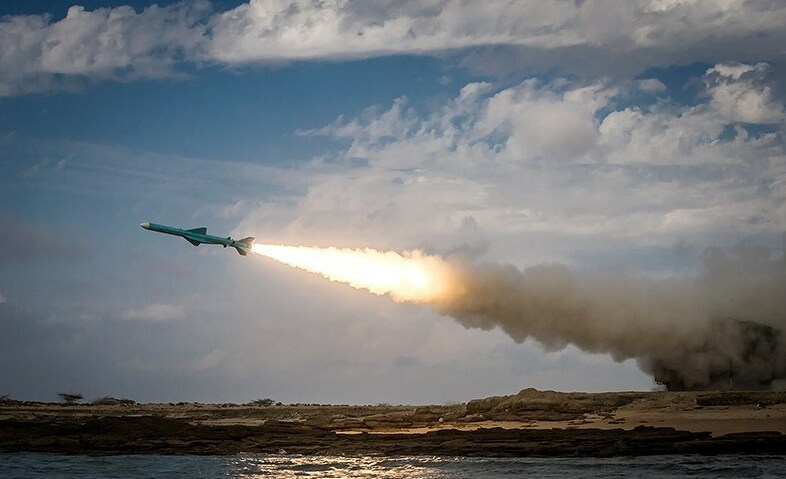
صاروخ نور كروز بعد الإطلاق من ساحل مكران

مساعد عمليات القوات البحرية:
صرح مساعد عمليات القوات البحرية لجيش الجمهورية الإسلامية الإيرانية الأدميرال محمود موسوي ان الأسطول الرابع والثلاثين لقواتنا البحرية بما في ذلك المدمرة الحربية ألبرز، يتواجد حالياً في باب المندب وكان قد أبحر إلى خليج عدن في مهمة تستغرق 90 يوماً، و من المقرر ان يبحر لاحقاً إلى البحر الأحمر في إطار المهام التي يقوم بها. وأوضح هذا المسؤول العسكري في تصريح أدلى به قائلاً، ان المجموعة البحرية الإيرانية ليست مستقرة بل تتنقل دائماً بين خليج عدن وباب المندب وقد ترافق السفن وناقلات النفط الإيرانية في البحر الأحمر.

## معرض الصور

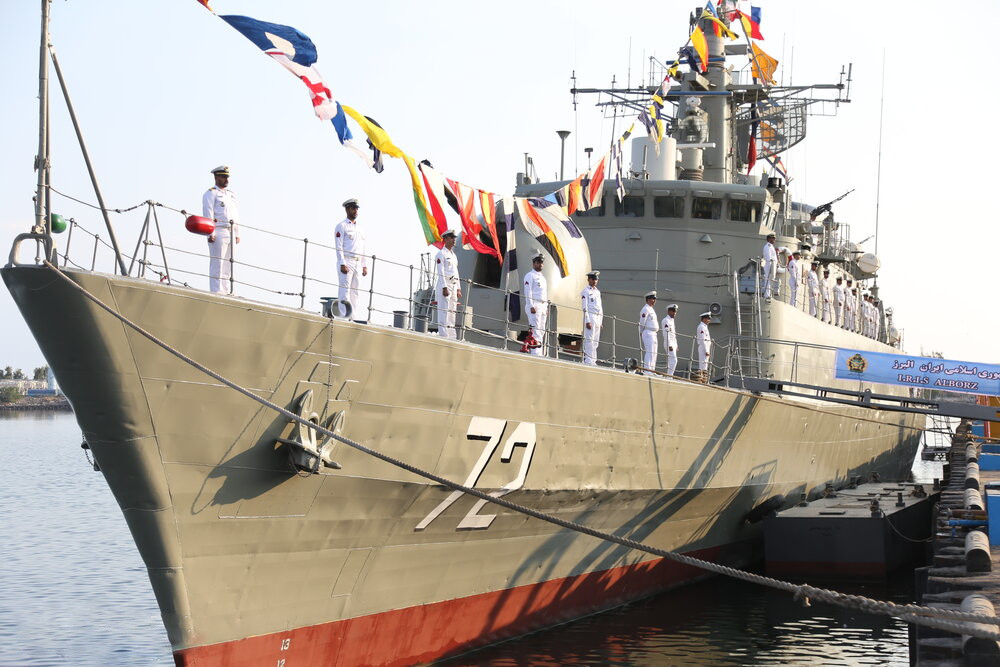
المدمرة الحربية الإيرانية ألبرز عام 2019م. خلال مراسم رسمية لتسليم سفن بحرية وغواصات جديدة للبحرية الإيرانية، في مدينة بندر عباس الساحلية جنوبي إيران، بحضور قائد البحرية الأميرال حسين خانزادي

## مواضيع ذات صلة
- معدات القوات المسلحة الإيرانية
- دماوند (فرقاطة)
- فرقاطة نوع ألوند
- حادث سفينة كونارك